# Université des arts créatifs

Logo de l'Université des arts créatifs (2015)

L’université des arts créatifs (University for the creative arts, ou UCA), fondée en 2005 dans les comtés de Surrey et de Kent est une université du Sud de l'Angleterre spécialisée dans l'art et le design.

## Historique
L'Université des arts créatifs trouve son origine dans plusieurs petites écoles d'art des comtés anglais du Kent et du Surrey au XIXe siècle. Dans le Kent, la première d'entre elles fut le Maidstone College of Art, fondé en 1867, et dans le Surrey, la Guildford School of Art, fondée en 1856. Au cours de la seconde moitié du XXe siècle, nombre de ces petites écoles d'art fusionnent, pour finalement former le Kent Institute of Art & Design en 1987, et le Surrey Institute of Art & Design en 1995. Ces deux unissent leurs forces en 2005 pour devenir le University College for the Creative Arts, avec des campus à Canterbury, Epsom, Farnham, Maidstone et Rochester. En mai 2008, ce Collège universitaire des arts créatifs se voit accorder le statut d'université à part entière et adopte officiellement son nom actuel, l'Université des arts créatifs, en septembre 2008,. En 2016, cette université fusionne avec l'Open College of the Arts.

## Personnalités notables
- Lily Madigan
- Khadija Saye
- Magdalene Odundo